# Lista de prefeitos de Camaçari
Esta é a lista de prefeitos do município de Camaçari, estado brasileiro da Bahia.

## Prefeitos
| Prefeito | Prefeito                         | Imagem                        | Partido                  | Partido                                          | Vice-prefeito (a)                                                                                  | Início do Mandato                        | Fim do Mandato                           | Notas e Referências |
| -------- | -------------------------------- | ----------------------------- | ------------------------ | ------------------------------------------------ | -------------------------------------------------------------------------------------------------- | ---------------------------------------- | ---------------------------------------- | --- |
| 1.º      | João Oswaldo de Araújo           |                               |                          | União Democrática Nacional UDN                   | | 21 de março de 1948                      | 7 de outubro de 1951                     | Primeiro prefeito eleito, suicidou-se no exercício do cargo.                                                                                            |
| -        | Artur Geógrafo Leone             |                               |                          | Partido Social Progressista PSP                  | | 7 de outubro de 1951                     | 30 de janeiro de 1952                    | Prefeito interino eleito pela Câmara de vereadores. |
| 2.º      | Hermógenes Bispo de Sousa        |                               |                          | Partido Social Democrático PSD                   | | 31 de janeiro de 1952                    | 2 de janeiro de 1955                     | Prefeito eleito, renunciou o cargo para se candidatar a vereador.                                                                                       |
| -        | Oriosvaldo Cavalcante de Melo    |                               |                          | Partido Social Democrático PSD                   | | 3 de janeiro de 1955                     | 30 de janeiro de 1955                    | Vereador no cargo de prefeito interinamente. |
| 3.º      | José Evaristo de Souza           |                               |                          | Partido Social Democrático PSD                   | | 31 de janeiro de 1955                    | 30 de janeiro de 1959                    | Prefeito eleito em sufrágio universal. |
| 4.º      | Hermógenes Bispo de Sousa        |                               |                          | Partido Social Democrático PSD                   | | 31 de janeiro de 1959                    | 30 de janeiro de 1962                    | Prefeito eleito em sufrágio universal. |
| 5.º      | José Evaristo de Souza           |                               |                          | Partido Social Democrático PSD                   | | 31 de janeiro de 1962                    | 30 de janeiro de 1967                    | Prefeito eleito em sufrágio universal. |
| 6.º      | Luís Pereira Costa               |                               |                          | Aliança Renovadora Nacional ARENA                | | 31 de janeiro de 1967                    | 30 de janeiro de 1971                    | Prefeito eleito em sufrágio universal. |
| 7.º      | José Vitorino dos Santos         |                               |                          | Aliança Renovadora Nacional ARENA                | | 31 de janeiro de 1971                    | 30 de janeiro de 1973                    | Prefeito eleito em sufrágio universal. |
| 8.º      | Antônio Andrade Silva            |                               |                          | Aliança Renovadora Nacional ARENA                | | 31 de janeiro de 1973                    | 31 de janeiro de 1974                    | Prefeito nomeado pelo governo do estado. |
| 9.º      | Humberto Henrique Garcia Ellery  |                               |                          | Aliança Renovadora Nacional ARENA                | | 1° de fevereiro de 1974                  | 31 de dezembro de 1985                   | Prefeito nomeado pelo governo do estado. |
| 10.º     | Luiz Caetano                     |                               |                          | Partido do Movimento Democrático Brasileiro PMDB | Isaac Marambaia (PMDB)                                                                             | 1° de janeiro de 1986                    | 31 de dezembro de 1988                   | Prefeito eleito em sufrágio universal. |
| 11.º     | José Eudoro Reis Tude            |                               |                          | Partido Trabalhista Brasileiro PTB               | | 1° de janeiro de 1989                    | 31 de dezembro de 1992                   | Prefeito eleito em sufrágio universal. |
| 12.º     | Humberto Henrique Garcia Ellery  |                               |                          | Partido do Movimento Democrático Brasileiro PMDB | | 1° de janeiro de 1993                    | 31 de dezembro de 1996                   | Prefeito eleito em sufrágio universal. |
| 13.º     | José Eudoro Reis Tude            |                               |                          | Partido Trabalhista Brasileiro PTB               | Helder Almeida de Souza (PPB)                                                                      | 1.º de janeiro de 1997                   | 31 de janeiro de 1999                    | Prefeito e vice eleitos em sufrágio universal. |
| 13.º     | José Eudoro Reis Tude            | Partido da Frente Liberal PFL |                          |                                                  | Helder Almeida de Souza (PPB)                                                                      | 1.º de janeiro de 1997                   | 31 de janeiro de 1999                    | Prefeito e vice eleitos em sufrágio universal. |
| 13.º     | José Eudoro Reis Tude            | Cargo Vago                    | 1.º de fevereiro de 1999 | 31 de dezembro de 2000                           | Vice-prefeito eleito renunciou ao mandato para assumir cargo de Deputado Estadual, eleito em 1998. |                                          |                                          | |
| 13.º     | José Eudoro Reis Tude            | Helder Almeida de Souza (PPB) | 1.º de janeiro de 2001   | 4 de abril de 2002                               | Prefeito reeleito renunciou ao mandato para concorrer ao cargo de Deputado Estadual.               |                                          |                                          | |
| 14.º     | Helder Almeida de Souza          |                               |                          | Partido Progressista Brasileiro PPB              | Cargo Vago                                                                                         | 5 de abril de 2002                       | 31 de dezembro de 2004                   | Vice-prefeito eleito no cargo de titular, assumiu após a renúncia do então prefeito José Tude, para concorrer ao cargo de Deputado Estadual pela Bahia. |
| 14.º     | Helder Almeida de Souza          | Partido Progressista PP       |                          |                                                  | Cargo Vago                                                                                         | 5 de abril de 2002                       | 31 de dezembro de 2004                   | Vice-prefeito eleito no cargo de titular, assumiu após a renúncia do então prefeito José Tude, para concorrer ao cargo de Deputado Estadual pela Bahia. |
| 15.º     | Luiz Caetano                     |                               |                          | Partido dos Trabalhadores PT                     | Dra.Tereza (PSDB)                                                                                  | 1° de janeiro de 2005                    | 31 de dezembro de 2008                   | Prefeito eleito em sufrágio universal. |
| 15.º     | Luiz Caetano                     | 1° de janeiro de 2009         | 31 de dezembro de 2012   | Partido dos Trabalhadores PT                     | Dra.Tereza (PSDB)                                                                                  | Prefeito reeleito em sufrágio universal. |                                          | |
| 16.º     | Ademar Delgado das Chagas        |                               |                          | Partido dos Trabalhadores PT                     | Maria do Carmo (PSD)                                                                               | 1° de janeiro de 2013                    | 31 de dezembro de 2016                   | Prefeito eleito em sufrágio universal. |
| 17.º     | Antônio Elinaldo Araújo da Silva |                               |                          | Democratas DEM                                   | José Tude (MDB)                                                                                    | 1° de janeiro de 2017                    | 31 de dezembro de 2020                   | Prefeito eleito em sufrágio universal. |
| 17.º     | Antônio Elinaldo Araújo da Silva |                               | União Brasil UNIÃO       | José Tude (DEM/UNIÃO)                            | 1° de janeiro de 2021                                                                              | 31 de dezembro de 2024                   | Prefeito reeleito em sufrágio universal. | |
| 18.º     | Luiz Caetano                     |                               |                          | Partido dos Trabalhadores PT                     | Pastora Déa (PSB)                                                                                  | 1.° de janeiro de 2025                   | Atualidade                               | Prefeito eleito em sufrágio universal. |